# Élodie Poux
Pour les articles homonymes, voir Poux.
Élodie Poux, née le 3 septembre 1982 à Longjumeau (Essonne), est une humoriste, chroniqueuse et comédienne française.

## Parcours
Ancienne animatrice périscolaire installée dans la région nantaise, Élodie Poux participe, en 2009, à un atelier d’art du conte et expression corporelle, puis, en 2012, ses capacités humoristiques l'encouragent à se lancer dans le spectacle de divertissement. Dès lors, elle s'inscrit pour une formation d'un an à la Compagnie du Café-Théâtre, centre culturel situé à Nantes qui propose, parallèlement à des spectacles, des cours de théâtre et de chant.
Elle crée, le 27 novembre 2013, un premier spectacle au Théâtre 100 Noms, situé à Nantes. En mars 2016, elle partage la scène avec d'autres artistes humoristes féminins et Jean-Marie Bigard, en maître de cérémonie, au Festival Festi’Femmes à Marseille. Depuis 2016, elle s'est installée à Paris où elle participe à divers spectacles, des émissions de radio et de télévision notamment La Revue de presse sur Paris Première.
En janvier 2019, Élodie Poux participe à la 4e édition du festival « les Dayconnades de l’Ouest ».
Élodie Poux se présente comme une adepte de l'humour noir.
Le 14 mai 2019, elle est reconnue coupable d’injures publiques et est condamnée par le Tribunal correctionnel de Bayonne pour avoir moqué le torero Thomas Joubert, lourdement blessé par un taureau lors d'une corrida. Elle fait appel de cette décision et est défendue devant la Cour d'appel de Pau par Me Sahand Saber, avocat au barreau de Paris, qui obtient sa relaxe.

## Vie privée
Le 16 juin 2018, Élodie se marie avec le comédien belge Michel Frenna après de nombreuses années de vie commune. Après avoir annoncé sa grossesse sur les réseaux sociaux, elle a donné naissance à une petite fille le 10 octobre 2020.
Elle souffre de prosopagnosie, une maladie neurologique qui provoque une amnésie des visages.

## Spectacles
- 2016 : Élodie Poux participe au gala de clôture de La Nuit du Printemps du Rire, le 9 avril 2016 au Zénith de Toulouse Métropole, présentée par Florent Peyre et Cartman sur une mise en scène de Gilles Ramade avec huit autres humoristes[15].

- 2017 : Le Syndrome du playmobil (2017), à l'Apollo théâtre (one-woman show)[16].

- 2017 : Dommages (2018), à l'Apollo Théâtre (avec Céline Groussard et Julie Villers, mise en scène par Michel Frenna[17]. Cette pièce qui se présente comme un hommage au vaudeville a été jouée lors du festival Off d'Avignon en juillet 2018[18].

- 2021 : Le Syndrome du papillon.
- 2023 : Anniversaire surprise chez les Bodin's au Zénith de Nantes Métropole où elle jouait une voyante.

## Radio
De 2016 à 2018, Élodie Poux présente un billet d'humour dénommé le top de l'actu, sur Rire et chansons, notamment lors des matinales animées par Pascal Gigot ou Bruno Roblès,.
Depuis septembre 2022, Élodie Poux anime, tous les mercredis à 7h20, une nouvelle chronique intitulée RTL sans filtre à l'antenne de la station de radio RTL durant l'émission d'information matinale présentée par Yves Calvi et Amandine Bégot. Cette courte chronique se présente comme une réponse à une interrogation de sa fille sur des sujets d'actualité,. La rubrique est supprimée de l'antenne après une saison.

## Télévision
Depuis septembre 2018, Élodie Poux participe épisodiquement, puis assez régulièrement à l'émission bimensuelle de télévision La Revue de presse, diffusée en début de soirée sur Paris Première, talk-show humoristique consacré à l'actualité politique, aux côtés de Jacques Mailhot, Bernard Mabille, Régis Mailhot et Philippe Chevalier, présenté par Jérôme de Verdière.
Du 7 septembre 2019 au 29 février 2020, elle participe épisodiquement en tant que chroniqueuse à la nouvelle émission d'humour de France 3, Samedi d'en rire, animée par Jean-Luc Lemoine,,.
Depuis le 4 juillet 2022, elle joue le personnage de Karine dans la série Comme des gosses de Béatrice Fournera et Gaël Leforestier diffusée sur M6.
Diffusé sur W9 le 6 avril 2023, en début de soirée, le spectacle d'Élodie Poux Le Syndrome du playmobil enregistré au théâtre Sébastopol de Lille, bénéficie d'une audience de près d'1,2 million de téléspectateurs, soit 6,1 % des personnes regardant un programme ce soir-là.
Le 26 juin 2024, on apprend qu'elle rejoint la série Scènes de ménages où elle interprétera un nouveau couple avec Majid Berhila dès le début 2025.
Le 20 décembre 2024, TF1 annonce qu'elle intégrera le banc des enquêteurs pour la saison 7 de l'émission Mask Singer qui sera diffusée au printemps 2025.

### Téléfilms
- 2023 : Meurtres à Arles d'Octave Rapspail : Marianne
- 2024 : Panique au 31 de Gaël Leforestier : Cindy la barmaid
- 2024 : Père Noël à domicile de Manu Joucla : Chloé[31]
- 2026 : Papa malgré lui de Chris Briant : la proviseure

### Série télévisée
- 2025 - : Scènes de ménages : Alice

## Distinctions

### Récompenses
- 2014 : Prix du Public du festival L’air d’en rire à Saint-Denis-la-Chevasse en Vendée[32].
- 2014 : Prix d’interprétation du festival de comédie, de concert et d'humour du Souffleur d’Arundel, aux Sables d'Olonne en Vendée[33].
- 2014 : Prix du public et le prix coup de cœur du festival La Vague du Rire, à Orchies dans le Nord[34].
- 2014 : Prix France Bleu Haute-Normandie et le prix du Jury professionnel du Tremplin de l'humour féminin, à Maromme en Seine-Maritime[35].
- 2015 : Prix du jury de la 12e édition du festival Les sommets du rire d'Arêches-Beaufort, en Savoie[36].
- 2015 : Prix du public des Feux de l'humour, à Plougastel, dans le Finistère[37].
- 2015 : Prix Luron du public à la 18e édition du Dinard Comedy Festival à Dinard dans le département d'Ille-et-Vilaine[38].
- 2015 : Grand Prix Crédit Agricole Sud Rhône Alpes (et Prix du public) de la 27e édition du festival national des humoristes à Tournon-sur-Rhône/Tain l'Hermitage[39].

### Nominations
- Molières 2024 : Molière de l'humour pour Le syndrome du papillon[40].